# Dự phi
Dự phi Bát Nhĩ Tế Cát Đặc thị (chữ Hán: 豫妃博爾濟吉特氏; 12 tháng 2 năm 1730 - 31 tháng 1 năm 1774), người Mông Cổ, biệt xưng Ngạch Nhĩ Khắc phi (額爾克妃), là một phi tần của Thanh Cao Tông Càn Long Đế.

## Tiểu sử
Dự phi Bác Nhĩ Tế Cát Đặc thị sinh ngày 25 tháng 12 (âm lịch) năm Ung Chính thứ 7 (1729), là con gái của Căn Đôn (根敦) - vị Tể tang (宰桑), thủ lĩnh đứng đầu của bộ tộc Chuẩn Cát Lặc Tạp Đặc (准噶勒杂特部). 
Tuy là họ Bác Nhĩ Tế Cát Đặc thị, nhưng Dự phi không hề có liên hệ gì đến Hiếu Trang Văn hoàng hậu của Khoa Nhĩ Thấm hay Hiếu Tĩnh Thành Hoàng hậu về sau của Đạo Quang Đế, thị tộc của gia tộc bà là một bộ tộc nhỏ ở biên giới, là một phiên thuộc của Hãn quốc Chuẩn Cát Nhĩ. Cái họ ["Bác Nhĩ Tế Cát Đặc thị"] chỉ là một cái họ chung rất phổ biến của các tộc Mông Cổ.
Năm Càn Long thứ 21 (1756), ngày 5 tháng 6 (âm lịch), nhân do thường xuyên bị Uriankhai (乌梁海; Ô Lương Hải) cướp bóc, cùng với việc Hãn quốc Chuẩn Cát Nhĩ đã bị Đại Thanh quy phục, Tể tang của Chuẩn Cát Lặc Tạp Đặc bộ là Căn Đôn phải đem toàn bộ bộ tộc quy phục Đại Thanh. Càn Long Đế gia ân ban cho Căn Đôn chức [Tá lĩnh; 佐领]. Tể tang Căn Đôn khi ấy rất cảm kích, nên đã để đứa con gái gần 30 tuổi vào cung hầu. Về cơ bản, Bác Nhĩ Tế Cát Đặc thị cùng Dung phi Hòa Trác thị giống nhau đều là [cống nữ] dâng cho Càn Long Đế để đổi lấy hòa bình của bộ tộc mình.
Năm Càn Long thứ 22 (1757), Bác Nhĩ Tế Cát Đặc thị nhập cung. Do không trải qua Bát Kỳ tuyển tú, bà chỉ được dự vào hàng Cung nữ tử. Đổi với các hậu phi được đưa vào không theo Tuyển tú quy chuẩn thì đây là quá trình bình thường dưới thời Càn Long, sau khi học đầy đủ quy củ trong cung thì Bác Nhĩ Tế Cát Đặc thị chính thức ban phong (tương tự Dung phi cùng Thận tần). Cùng năm, ngày 20 tháng 6 (âm lịch), Bác Nhĩ Tế Cát Đặc thị thụ phong Quý nhân, được gọi là Đa Quý nhân (多貴人).

## Phong Tần tấn Phi
Năm thứ 24 (1759), ngày 10 tháng 6, Đa Quý nhân mang thai, ngày 11 thêm đại phu, thêm nhũ mẫu. Ngày 1 tháng 9, ngưng thêm than cho Đa Quý nhân, do sảy thai. Ngày 21 tháng 11, Càn Long Đế tấn phong Đa Quý nhân làm Dự tần (豫嬪). Theo Hồng xưng thông dụng, "Dự" có Mãn văn là 「Sebjengge」, nghĩa là "vui sướng".
Ngày 18 tháng 12, lấy Đại học sĩ Ngạc Di Đạt (鄂弥达) làm Chính sứ, Lễ bộ Tả thị lang Giới Phúc (介福) làm phó sứ, hành sách phong.
Năm Càn Long thứ 28 (1763), ngày 10 tháng 9, tấn phong Dự phi (豫妃). Năm thứ 29 (1764), ngày 4 tháng 7, hành sách phong lễ.
Sinh thời, bà được ghi nhận gọi là [Ngạch Nhĩ Khắc phi; 額爾克妃]. Theo hồ sơ ghi lại thời điểm bà qua đời, Thái giám và Cung nữ ở Thừa Càn cung bị điều chỉnh, thì Dự phi có thể sinh thời từng ở tại Thừa Càn cung. Hơn 30 tuổi mang thai và sinh non, Dự phi sau đó không thể sinh dục được nữa, Càn Long Đế đối với Dự phi cũng ân cần hơn, ban thưởng nhiều tiện ích, lại trong thời gian ngắn thăng từ Tần lên Phi. Ngoài ra, Dự phi sinh thời cũng rất nhiều lần cùng Càn Long Đế tùy ý du ngoạn.
Năm Càn Long thứ 38 (1773), ngày 15 tháng 9 (âm lịch), sau khi tùy giá Càn Long Đế đến Nhiệt Hà, Dự phi sinh bệnh. Càn Long Đế sai người đưa Dự phi về Bắc Kinh, còn đặc biệt phái hai người con của Hoàng quý phi Ngụy thị là Cố Luân Hòa Tĩnh công chúa cùng Hoàng thập thất tử Vĩnh Lân nghênh đón. Sang ngày 20 tháng 12 (âm lịch) cùng năm, Dự phi Bác Nhĩ Tế Cát Đặc thị qua đời tại Cát An sở (吉安所), chung niên 44 tuổi.
Do Dự phi là vị Phi mất đầu tiên trong triều Càn Long, nên Nội vụ phủ chưa biết phải xử lý tang nghi như thế nào. Sau nhiều lần thỉnh tấu, Hoàng đế bèn án theo lễ tang của Ninh phi Võ thị của Ung Chính Đế mà làm. Theo đó, Càn Long Đế ra chỉ dụ nghỉ triều 3 ngày, phái Hoàng bát tử (Vĩnh Tuyền), Hoàng thập nhị tử (Vĩnh Cơ), Thất Công chúa (Hòa Tĩnh) và Thất Ngạch phụ Lạp Vượng Đa Nhĩ Tế mặc tang phục. Lấy Hoàng lục tử Chất Quận vương (Vĩnh Dung), Nội vụ Phủ đại thần Kim Giản xử lý tang nghi. Sở hữu ứng hành sự nghi. Các nên nha môn sát lệ cụ tấu.
Năm Càn Long thứ 40 (1775), ngày 26 tháng 10 (âm lịch), kim quan của Dự phi được an táng tại Phi viên tẩm trong Dụ lăng, Thanh Đông lăng. Vị trí mộ phần của bà thuộc hàng thứ 2, ngang hàng với Du Quý phi vốn có địa vị lâu và Dung phi có tiếng sủng ái của Càn Long Đế.

## Trong văn hóa đại chúng
| Năm  | Phim ảnh     | Diễn viên      | Nhân vật                                           |
| 2018 | Như Ý truyện | Triệu Kha 趙珂 | Bát Nhĩ Tế Cát Đặc Ách Âm Châu (博爾濟吉特 厄音珠) |